# 2016年アイスホッケー世界選手権
2016年アイスホッケー世界選手権は、国際アイスホッケー連盟によって開催された第80回目のアイスホッケー世界選手権である。4つのディビジョンに分かれて開催される。その結果に応じ次回大会での参加ディビジョンが振り分けられる。

## チャンピオンシップ
チャンピオンシップは2016年5月6日から22日まで、ロシアのモスクワとサンクトペテルブルクで開催された。
最終順位
1. カナダ
2. フィンランド
3. ロシア
4. アメリカ合衆国
5. チェコ
6. スウェーデン
7. ドイツ
8. デンマーク
9. スロバキア
10. ノルウェー
11. スイス
12. ベラルーシ
13. ラトビア
14. フランス
15. ハンガリー  — 次回大会ディヴィジョン I Aに降格
16. カザフスタン  — 次回大会ディヴィジョン I Aに降格

## ディヴィジョン I
ディヴィジョンI グループAは2016年4月23日から29日までポーランドのカトヴィツェで、グループBは2016年4月17日から23日までクロアチアのザグレブで開催された。
| ディヴィジョン I グループA — 最終順位 1. スロベニア — 次回大会トップディヴィジョンに昇格 2. イタリア — 次回大会トップディヴィジョンに昇格 3. ポーランド 4. オーストリア 5. 韓国 6. 日本 — 次回大会ディヴィジョン I Bに降格 | ディヴィジョン I グループB — 最終順位 1. ウクライナ — 次回大会ディヴィジョン I Aに昇格 2. イギリス 3. リトアニア 4. クロアチア 5. エストニア 6. ルーマニア — 次回大会ディヴィジョン II Aに降格 |

## ディヴィジョン II
ディヴィジョンII グループAは2016年4月9日から15日までスペインのハカで、グループBは同じく2016年4月9日から15日までメキシコのメキシコシティで開催された。
| ディヴィジョン II グループA — 最終順位 1. オランダ — 次回大会ディヴィジョン I Bに昇格 2. スペイン 3. ベルギー 4. セルビア 5. アイスランド 6. 中華人民共和国 — 次回大会ディヴィジョン II Bに降格 | ディヴィジョン II グループB — 最終順位 1. オーストラリア — 次回大会ディヴィジョン II Aに昇格 2. メキシコ 3. イスラエル 4. ニュージーランド 5. 北朝鮮 6. ブルガリア — 次回大会ディヴィジョン IIIに降格 |

## ディヴィジョン III
ディヴィジョンIIIは2016年3月31日から4月6日までトルコのイスタンブールで開催された。
なおUAEは棄権した。
1. トルコ — 次回大会ディヴィジョン II Bに昇格
2. ジョージア
3. 南アフリカ共和国
4. ルクセンブルク
5. ボスニア・ヘルツェゴビナ
6. 香港